# Сэко, Хиросигэ
Хиросигэ Сэко (яп. 世耕 弘成 Сэко Хиросигэ, род. 9 ноября 1962 года) — японский политический деятель.

## Биография
Родился 9 ноября 1962 года. В 1986 году окончил университет Васэда. С 1986 работал в крупнейшей телекоммуникационной компании Японии Nippon Telegraph and Telephone. В 1992 году получил степень магистра в колледже массовых коммуникаций при Бостонском университете.
В 1998, 2001, 2007 и 2013 годах избирался членом палаты советников от префектуры Вакаяма.
3 августа 2016 года назначен министром экономики, торговли и промышленности.
1 сентября 2016 года Хиросигэ Сэко был назначен первым министром по делам сотрудничества с Россией в области экономики.
Гранд-офицер ордена Оранских Нассау (29 октября 2014).
2 октября 2018 года в Японии был объявлен новый состав правительства, в которов наряду с некоторыми другими министрами Сэко также сохранил свою должность министра экономики, промышленности и торговли.

### Личная жизнь
В 2013 году Сэко женился на Кумико Хаяси. Хаяси — политик, член демократической партии, входит в палату советников.